# Anna Węgrzyniak
Anna Jadwiga Węgrzyniak (ur. 6 września 1951 w Bytomiu, zm. 6 lipca 2022 w Bielsku-Białej) – polonistka, były kierownik Katedry Literatury i Kultury Polskiej Akademii Techniczno-Humanistycznej w Bielsku-Białej, prof. dr hab.

## Życiorys
W 1975 ukończyła studia z filologii polskiej na Uniwersytecie Śląskim, w 1984 obroniła pracę doktorską na tej uczelni (O dialektyce reguł organizacji językowej tekstu w twórczości Tuwima. Zagadnienia wybrane, promotor Ireneusz Opacki), a w 2001 habilitowała się. W 2009 uzyskała tytuł profesora nauk humanistycznych. W latach 1975–2002 pracowała w Zakładzie Teorii Literatury na Wydziale Filologicznym Uniwersytetu Śląskiego, od 2002 na Wydziale Humanistyczno-Społecznym Akademii Techniczno-Humanistycznej w Bielsku-Białej, a od 2006 także na Wydziale Zarządzania Wyższej Szkoły Zarządzania Ochrony Pracą w Katowicach.
Zajmowała się głównie literaturą polską XX i XXI wieku, zwłaszcza „sztuką interpretacji”. Autorka 5 monografii oraz około 100 artykułów, studiów i recenzji. Wypromowała ok. 300 magistrów i 2 doktorów.
Zmarła 6 lipca 2022 roku. Została pochowana w Bielsku-Białej na cmentarzu w Mikuszowicach Śląskich.